# Pachyanthus lundellianus
Pachyanthus lundellianus är en tvåhjärtbladig växtart som först beskrevs av Louis Otho Otto Williams, och fick sitt nu gällande namn av Walter Stephen Judd och James Dan Skean. Pachyanthus lundellianus ingår i släktet Pachyanthus och familjen Melastomataceae. Inga underarter finns listade i Catalogue of Life.